# William Adams (navigateur anglais)
Pour les articles homonymes, voir Adams et William Adams.
William Adams (24 septembre 1564 – 16 mai 1620), aussi connu au Japon sous les noms de Anjin-sama (按針様, « Monsieur Pilote ») et Miura Anjin (三浦按針, « Le pilote de Miura »), était un navigateur anglais qui a vécu au Japon où il est devenu samouraï. On pense que c'est le premier Anglais qui soit jamais allé au Japon.

## Vie

### Jeunesse
William Adams naît le 24 septembre 1564 à Gillingham, dans le Kent, en Angleterre. Après la mort de son père alors qu'il n'a que 12 ans, il devient apprenti de maître Nicholas Diggins, propriétaire des chantiers navals de Limehouse. Il passe les douze années suivantes à apprendre la construction navale, l'astronomie et la navigation après être entré dans la marine anglaise.
Après avoir servi dans la Royal Navy sous les ordres de Sir Francis Drake, Adams devient pilote pour la compagnie Barbary Merchants. Durant son service, il prend part à une expédition de deux ans dans l'Arctique à la recherche d'un passage du Nord-Est le long de la côte de Sibérie vers l'Extrême-Orient.
Il épouse Mary Hyn en 1588 à l'église de Saint-Dunstan dans la paroisse de Stepney, près de la Tour de Londres. Elle lui donnera une fille, Deliverance.

### Expédition en Extrême-Orient

#### Départ

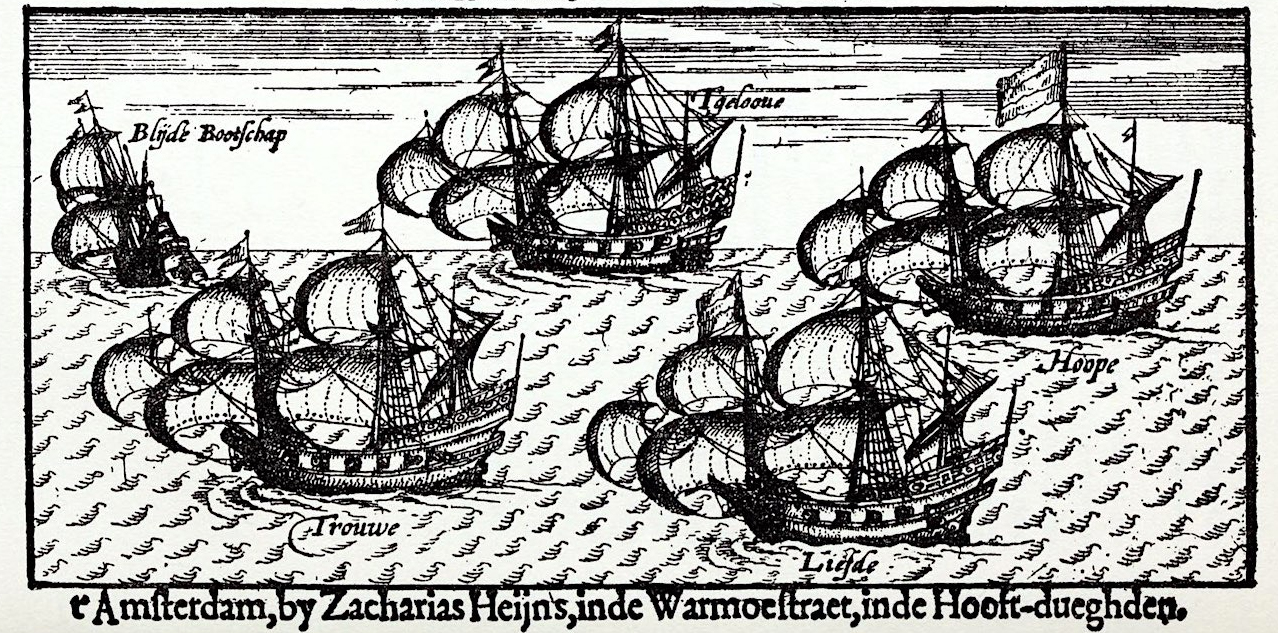
Blijde Boodschap, Trouw, Geloof, Liefde et Hoop. Gravure du XVIIe siècle.

Attiré par le commerce des Pays-Bas avec l'Inde, Adams rejoint à 34 ans la Rotterdamse Compagnie (une voorcompagnie antérieure à la création de la Compagnie néerlandaise des Indes orientales) et devient maître-pilote d'une flotte de cinq navires envoyés depuis le Texel vers l'Extrême-Orient en 1598.
Adams part de Rotterdam en juin 1598 sur le Hoop et rejoint le reste de la flotte (les navires Liefde, Geloof, Trouw et Blijde Boodschap) le 24 juin.
Les commanditaires de l'expédition, en lui faisant suivre la voie de l'ouest, celle passant par le détroit de Magellan et l'Océan Pacifique, ont donné corps aux rumeurs prétendant que le véritable but de l'expédition était le pillage des richesses des Espagnols en Amérique.
Le commandant en second de la flotte, Simon de Cordes, avait attiré les marins en leur promettant qu'ils seraient « pourvus de toutes les provisions nécessaires. » Il ne tient parole qu'au début du voyage, si bien que moins de deux mois après le départ, les côtes de l'Afrique en vue, et malgré une politique de restriction appliquée au bout de quelques semaines, les provisions restant dans la cale sont devenues très insuffisantes.
Adams, passé entretemps sur le Liefde (nommé à l'origine Erasmus à cause de sa figure de proue représentant Erasmus de Formiae), veut s'arrêter quelque part au long des côtes africaines afin de se procurer l'eau, les fruits et le sel nécessaires au reste du voyage, mais les forts tenus par les Portugais rendent l'opération très dangereuse.

#### La côte africaine
Les navires, des bateaux allant de 150 à 500 tonneaux et chargés d'hommes, sont conduits d'abord au Cap-Vert, tenu par les Portugais, qui refusent de leur fournir de l'eau et des vivres tant que le gouverneur, absent à ce moment, ne leur en donne pas l'ordre.
Van Beuningen, le capitaine du Liefde, furieux, décide de prendre d'assaut l'île de Praia. Avec l'assentiment de ses collègues, il fait débarquer 150 soldats pour s'emparer du fort. Celui-ci, situé sur un piton rocheux, est très difficile d'accès, et quelques hommes pourraient le défendre contre un millier. Pourtant, les Portugais s'enfuient après seulement une dizaine de tirs de mousquets de la part des Hollandais. Ceux-ci, après être entrés triomphalement dans le château, se retrouvent barricadés au sommet du piton rocheux, mais toujours sans vivres, et doivent démonter leurs barricades et leur canon et rentrer dépités au navire. Le gouverneur portugais, mis au courant de l'assaut, ordonne aux Hollandais de quitter le Cap-Vert sur-le-champ.
Le 22 septembre, Jacques Mahu, le commandant de la flotte, décède à cause de la fièvre, ce qui porte un terrible coup aux capitaines comme aux marins. Le vice-commandant Simon de Cordes lui succède, et Gerrit van Beuningen est nommé vice-commandant à la place de celui-ci.
Sur la côte de Guinée, les aventuriers, obligés de se ravitailler d'une façon ou d'une autre, décident de faire halte sur l'île d'Annobón. Ils choisissent pour l'atteindre de prendre la voie la plus longue, longeant la côte africaine jusqu'au cap Lopez, dans l'espoir de pouvoir se ravitailler en eau douce quelque part sur la côte. Malheureusement, le mauvais temps empêche de mettre pied à terre avant le cap Lopez. À cet endroit, ils débarquent, et le capitaine du Geloof, Sebald de Veert, est envoyé prendre contact avec le chef de la tribu locale, qui a pour réputation d'être accueillante. Les négociations n'aboutiront pas - la région ne possédait pas les quantités de vivres nécessaires au ravitaillement des cinq navires, et de plus le climat insalubre tue 16 marins. La flotte repart pour Annobón, qui grouille de soldats portugais, et où les quelques raids nocturnes effectués ne permettent pas de ramener la quantité de nourriture nécessaire.
Le 2 janvier 1599, la flotte repart, mais un fort coup de vent casse en trois le grand mât du Geloof, qui est pris en remorque par le Liefde le temps qu'un nouveau mât soit fabriqué par les charpentiers. Malheureusement, à ce moment la flotte arrive dans le pot au noir, cette zone où il n'y a pas un souffle de vent, et doit encore restreindre les rations.
Vers la fin mars 1599, les navires arrivent en vue de la côte de ce qui est aujourd'hui l'Argentine.

#### La Patagonie et le détroit de Magellan
Poussés par un fort vent du nord, les navires continuent vers le sud sans toucher terre, les capitaines voulant en effet se mettre au plus tôt à l'abri du détroit de Magellan. Si la traversée de celui-ci, constellé de hauts-fonds et de récifs est un vrai défi pour des navigateurs de l'époque élisabéthaine, le détroit fournit à la flotte un havre les abritant temporairement des neiges hivernales.
Adams, à qui incombe en tant que pilote la tâche de guider les navires au travers du détroit, veut franchir immédiatement celui-ci, avant que le froid ne le bloque en solidifiant les eaux. Cependant, les vivres manquent toujours et la présence de colonies de manchots constitue une tentation irrésistible pour les marins affamés, qui en assomment plus de 1400 en l'espace de quelques minutes seulement. Le temps est très mauvais, et la flotte est prise dans le brouillard, et plusieurs bateaux perdent des ancres. La flotte progressait lentement et les vivres manquent à nouveau, ainsi que le bois de chauffage.
En mai, les marins font leur première rencontre avec les habitants de Patagonie, notant avec ahurissement qu'ils mesurent « dix ou douze pieds de haut ». Au cours des semaines suivantes ont lieu plusieurs affrontements entre les explorateurs bloqués par le froid et les autochtones. Les navires peuvent enfin reprendre leur route au début de septembre et atteignent l'océan Pacifique quelques jours plus tard. À peine arrivés sur l'océan, une grande tempête disperse la flotte. Adams mène le Liefde aux abords de l'île de Santa Maria, au large du Chili, où il rejoint le navire amiral (le Hoop) qui les y attendait. 
Les autres navires ne les rejoindront jamais. En effet, le Blijde Boodschap a le beaupré et le mât de misaine brisés par la tempête et dérive pendant des semaines, tombant finalement aux mains des Espagnols, qui jettent les membres survivants de l'équipage en prison pour avoir navigué dans des eaux appartenant à l'Espagne. De la même manière, les hommes du Trouw, qui part vers l'ouest, arrivent finalement à Tidore, en Indonésie, où l'équipage sera massacré ou jeté aux fers par les Portugais en janvier 1601. Seuls quelques membres de ces deux équipages parviendront à rentrer chez eux après plusieurs années de captivité.
Le Geloof choisit quant à lui de rebrousser chemin à travers le détroit et arrive à Rotterdam en juillet 1600, avec 36 survivants seulement.
Avant que le Liefde et le Hoop se rejoignent, leurs capitaines meurent tous deux, tués dans des embuscades des Amérindiens alors qu'ils tentaient de négocier avec ceux-ci pour obtenir des vivres. De nombreux marins perdent également la vie dans ces affrontements, dont le propre frère de William, Thomas Adams (voir l'article Liefde pour des détails à ce sujet). Le réapprovisionnement ne sera effectué qu'une fois que les deux navires se soient retrouvés, les aventuriers ayant pris en otage les officiels espagnols venus visiter le Liefde et ne les ayant relâchés qu'après avoir reçu une grande quantité de vivres.
Craignant les Espagnols, l'équipage survivant choisit de traverser l'Océan Pacifique. Les navires repartent en direction du Japon en novembre 1599, mais le Hoop ne l'atteindra jamais. Il disparaît en effet corps et biens dans un typhon survenant peu après avoir dépassé un groupe d'îles, où huit hommes désertent en volant une chaloupe.
Ce groupe d'îles est probablement Hawaii. En effet, lorsque le missionnaire anglais William Ellis visite cette île en 1822, les indigènes lui disent qu'un groupe de marins s'y est installé et ont épousé des Hawaiiennes bien avant l'arrivée de James Cook en 1778.
Lorsque le 12 avril 1600 le navire arrive enfin en vue de l'île de Kyūshū, au Japon, aucun des 24 marins survivants n'est capable de mettre une chaloupe à l'eau.

### Arrivée au Japon

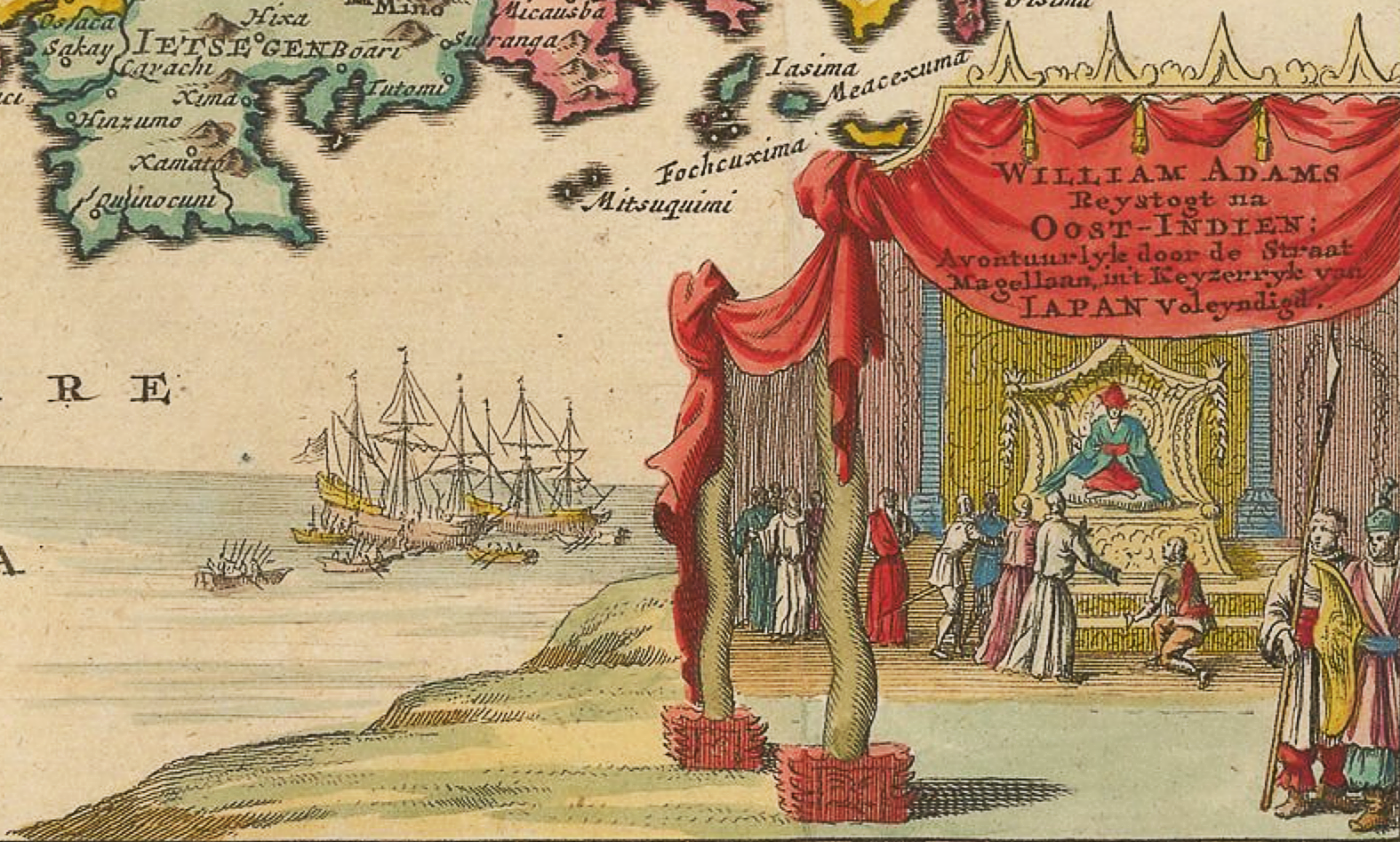
William Adams Rencontre Ieyasu Tokugawa, dans une description idéalisée datée de 1707.

Quand le Liefde accoste le 19 avril 1600 au large de Bungo (aujourd'hui Usuki, dans la préfecture d'Ōita), seuls neuf des vingt-quatre membres restants de l'équipage sont en état de se lever. Les prêtres jésuites portugais présents au Japon prétendent alors que le navire d'Adams est un vaisseau pirate, et que l'équipage doit à ce titre être crucifié. Le navire est saisi, et l'équipage malade est emprisonné au château d'Osaka sur ordre de Ieyasu Tokugawa, daimyō de Mikawa qui deviendra shogun en 1603.
Adams rencontre Ieyasu à Osaka trois fois entre mai et juin 1600. Il est interrogé par Ieyasu, devenu protecteur du jeune fils du taikō Hideyoshi Toyotomi, qui vient alors de mourir. La connaissance d'Adams en navires et construction navale, et sa notion nautique des mathématiques plaisent à Ieyasu.

« Me présentant devant le roi, il m'a bien regardé, et m'a semblé être merveilleusement favorable. Il m'a fait de nombreux signes, dont certains que j'ai compris, et d'autres non. À la fin, quelqu'un arrivait qui parlait le portugais. Par son intermédiaire, le roi m'a demandé de quel pays je venais, et ce qui nous avait motivé à venir dans ce pays si lointain. Je lui ai fait connaître le nom de notre pays, et que notre pays avait longtemps cherché les Indes orientales, et désiré l'amitié avec tous les rois et potentats dans le but de faire du commerce, ayant dans notre pays diverses commodités que ces pays n'ont pas... Il me demande alors si notre pays est en guerre. Je lui réponds oui, contre le Portugal et l'Espagne, mais étant en paix avec toutes les autres nations. Plus tard, il m'a demandé en quoi je croyais. Je lui ai répondu en Dieu, qui a fait le ciel et la terre. Il m'a posé diverses questions ayant trait à la religion, et à beaucoup d'autres choses, comme quel chemin nous avions pris pour venir dans ce pays. Ayant une carte du monde, je lui ai montré, au travers du détroit de Magellan. À ce moment il s'est posé des questions et pensait que je mentais. Ainsi, d'une chose à l'autre, je suis resté avec lui jusqu'à minuit. »

— Lettre de William Adams à sa femme
Adams expliquera plus tard qu'Ieyasu refusera finalement la requête de punition des Jésuites sur la base que :

« nous n'avions fait jusqu'ici ni à lui ni à sa terre aucun mal ou dommage ; donc contre la Raison ou la Justice de nous mettre à la mort. Si notre pays était en guerre avec l'autre, ce n'était pas une raison pour que lui-même nous mette à mort ; avec ceux qui n'avaient pas de cœur et dont les prétentions cruelles les ont fait échouer. Que Dieu soit loué pour toujours. »

— Lettre de William Adams à sa femme

### Les premiers navires japonais de style occidental
En 1604, Ieyasu ordonne à Adams et à ses compagnons de construire un navire de style occidental à Itō, sur la côte est de la péninsule d'Izu. Après qu'un premier vaisseau de 80 tonneaux a été construit, le Shogun ordonne la construction pour l'année d'après d'un plus gros, de 120 tonneaux (l'un comme l'autre étaient nettement plus petits que le Liefde, qui faisait 150 tonneaux). Selon Adams, Ieyasu « est à bord pour le voir, et sa vue lui a donné grand contentement. » Le navire, le San Buena Ventura, sera prêté à des marins espagnols naufragés pour leur retour en Nouvelle-Espagne en 1610.
À la suite de la construction, Ieyasu invite Adams à visiter le palais quand il le voudra, et « que toujours je devais venir en sa présence » (lettres).
D'autres survivants du Liefde furent aussi récompensés avec des faveurs et même autorisés à poursuivre le commerce étranger. Bien qu'Adams ne puisse pas recevoir la permission pour lui-même de quitter le Japon, il obtient que le capitaine du Liefde, Jacob Quaeckernaeck, et le trésorier Melchior van Santvoort puissent repartir en 1604 sur un Shuinsen (navire portant le sceau du shogun) pour se rendre à Pattani en Asie du Sud-Est. Plus tard, van Santvoort et Jan Joosten van Lodensteijn, un autre membre de l'équipage du Liefde, feront fortune dans le commerce entre le Japon et l'Asie du Sud-Est. Tous deux sont signalés par les commerçants hollandais d'Ayutthaya, à bord de jonques richement chargées, au début de 1613. William Adams est également signalé comme ayant affrété des Shuinsen durant ses voyages ultérieurs en Asie du Sud-Est.

### Le premier samouraï européen
Le Shogun prend Adams en affection, et fait de lui un diplomate et conseiller commercial révéré et lui accorde de grands privilèges. Pour finir, Adams devient son conseiller personnel pour les choses concernant l'occident, et après quelques années il remplace le Jésuite João Rodrigues en tant qu'interprète officiel. Le Padre Valentin Carvalho note: « Après qu'il apprit la langue, il eut accès à Ieyasu et put entrer dans le palais quand il le voulut. ». Il le décrit aussi comme « un grand ingénieur et mathématicien. »
Adams a une femme et des enfants en Angleterre, mais Ieyasu lui interdit de quitter le Japon. Il lui est donné deux sabres représentant le titre de Samouraï. Le shogun décrète que William Adams le navigateur est mort et que Miura Anjin (三浦按針) le samouraï est né. Cela fait de la femme d'Adams une veuve, et "libère" Adams pour lui permettre de le servir de manière permanente. Adams reçoit aussi le titre de hatamoto, porte-étendard, une position de prestige en tant que vassal direct à la cour du Shogun. Il reçoit aussi d'importants revenus, ainsi qu'un fief de 250 koku, à Hemi (逸見), qui est aujourd'hui à l'intérieur des limites de la ville de Yokosuka. Le domaine d'Adams est situé près du port d'Uraga, le point d'entrée traditionnel dans la baie d'Edo, où il est signalé pour avoir fait du commerce avec des navires étrangers. Saris rapporte que quand il a visité Edo en 1613, Adams est en possession des droits de revente d'un cargo espagnol à l'ancre dans la baie d'Uraga.
La position d'Adams lui permet d'épouser Oyuki, la fille de Kegeyu Magome, un noble samouraï et personnage officiel du château d'Edo. Anjin et Oyuki auront un fils, Joseph, et une fille, Susanna. L'ancien navigateur, cependant, a du mal à rester en place et se retrouve constamment sur la route. Au début, c'est dans une vaine tentative pour organiser une nouvelle expédition à la recherche du passage arctique qu'il avait précédemment raté.
Adams a une très haute opinion du Japon, de son peuple et de sa civilisation :

« Les gens de ce pays du Japon sont de bonne nature, plus courtois que la mesure, et vaillants au combat : leur justice est sévèrement exécutée sans aucune partialité contre les transgresseurs de la loi. Ils sont gouvernés avec une grande civilité. Je veux dire, il n'y a pas une terre dans le monde qui soit régie avec une meilleure politique civile. Les gens sont très superstitieux dans leur religion, et sont de diverses opinions. »

### L'établissement d'une «factorerie» anglaise

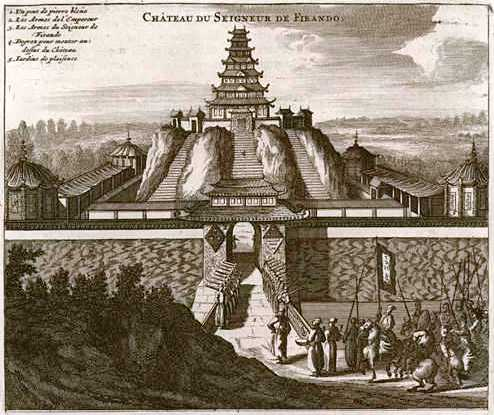
Le château du daimyō d'Hirado, gravure du XVIIe siècle.

En 1611, il entend parler d'une colonie anglaise à Bantam, en Indonésie et leur envoie une lettre leur demandant d'envoyer de ses nouvelles à sa famille et ses amis en Angleterre, et les incitant à engager des relations commerciales avec le Japon, où il signale que les Hollandais s'enrichissent beaucoup.
En 1613, le capitaine John Saris arrive à Hirado sur le Clove, avec pour but l'établissement d'une factorerie (un comptoir commercial) pour le compte de la Compagnie anglaise des Indes orientales (Hirado était déjà un poste de commerce pour la Compagnie néerlandaise des Indes orientales, aussi appelée « VOC ».)
L'admiration d'Adams pour le Japon et son adoption des manières japonaises provoquent la colère de Saris :
« [Il persiste à faire] des louanges admiratives et affectionnées du Japon. Parmi nous, la plupart pense que c'est un Japonais naturalisé. » John Saris.
À Hirado, Adams refuse de rester dans les quartiers anglais et réside à la place chez un magistrat japonais local. Les Anglais notent également qu'il porte des vêtements japonais et qu'il parle japonais couramment. Adams estime que la cargaison du Clove n'a que peu de valeur, consistant essentiellement en drap, étain et clou de girofle (acquis dans les Îles de l'Épice), disant que « ces choses qu'il a apportées n'étaient pas très vendables ».
Adams voyage avec Saris à Shizuoka, où ils rencontrent Ieyasu dans sa résidence principale en septembre, puis continuent à Kamakura, où ils visitent le célèbre Bouddha (le daibutsu de 1252... sur lequel les marins ont gravé leurs noms à l'eau-forte) puis à Edo, où ils rencontrent le fils d'Ieyasu, Hidetada. Celui-ci donne à Saris deux armures vernies pour le roi Jacques Ier d'Angleterre, que l'on peut voir aujourd'hui à la Tour de Londres.

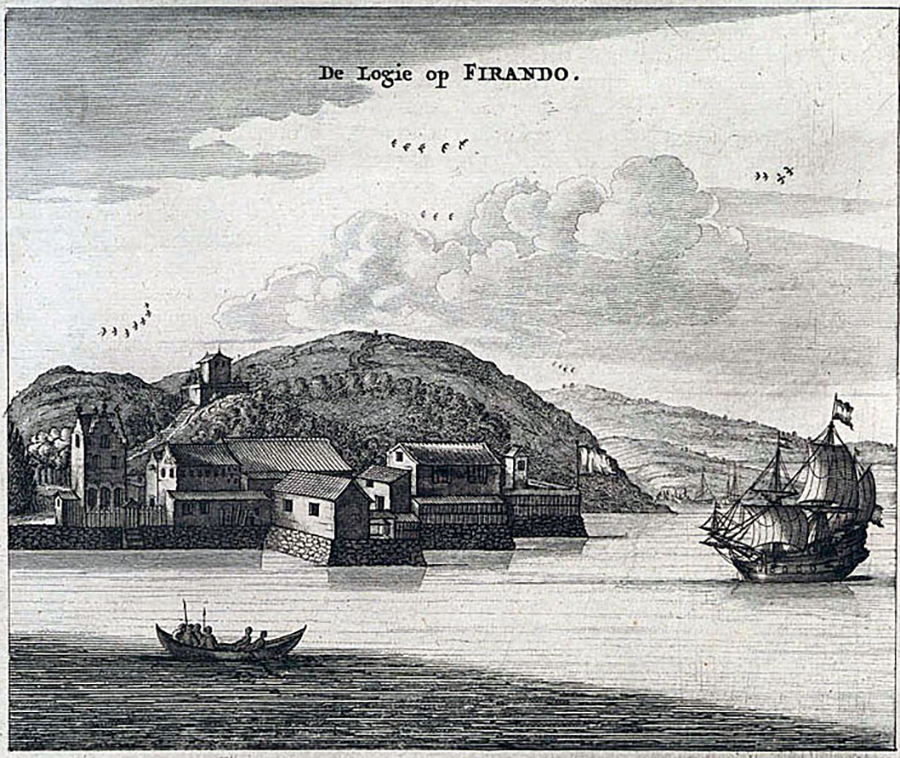
Le comptoir de la VOC à Hirado, dont on dit qu'il était bien plus grand que celui des Anglais. Gravure du XVIIe siècle.

Sur le chemin du retour, ils rendent de nouveau visite à Ieyasu, qui confère des privilèges commerciaux aux Anglais, leur donnant « licence libre de demeurer, acheter, vendre et échanger » au Japon. Ils retournent à Hirado le 9 octobre 1613.
À cette occasion, Adams demande, et obtient, l'autorisation d'Ieyasu pour retourner sur sa terre natale. Cependant, il déclinera l'offre de Saris de le ramener en Angleterre, arguant qu'il avait passé de nombreuses années dans ce pays, pauvre, et qu'il était désireux d'obtenir quelque chose avant son retour. Ses vraies raisons semblent en fait être sa profonde antipathie envers Saris, qui l'avait insulté de diverses manières.
Il accepta un emploi dans le comptoir nouvellement fondé à Hirado, signant le 24 novembre 1613 un contrat par lequel il devient « facteur », c'est-à-dire marchand employé par la Compagnie anglaise des Indes orientales pour le salaire annuel de 100 livres anglaises, plus de deux fois le salaire normal de 40 livres gagnés par les autres employés d'Hirado. Adams prend une part principale, aux côtés de six compatriotes et sous les ordres de Richard Cocks, dans l'organisation de cette nouvelle implantation anglaise.
En fait, Adams avait recommandé en vain à Saris de choisir Uraga, près d'Edo, plutôt que Hirado, qui était alors petit et très loin des marchés principaux d'Osaka et d'Edo.
Durant les dix ans d'activité de la compagnie entre 1613 et 1623, à l'exception du premier navire (le Clove en 1613), seuls trois autres navires anglais ont amené des cargaisons directement de Londres au Japon, invariablement décrites comme ayant une faible valeur sur le marché japonais. Le seul commerce qui aida à appuyer le comptoir est celui organisé entre le Japon et l'Asie du Sud-Est et principalement pris en main par William Adams, vendant des biens chinois contre de l'argent japonais.

### Participation au commerce asiatique
Adams passe la dernière partie de sa vie au service de la compagnie de commerce anglaise. Il entreprend plusieurs voyages au Siam en 1614 et 1615, en Cochinchine en 1617 et 1618, parfois pour le compte de la Compagnie anglaise des Indes orientales, parfois pour son propre compte. Selon des sources japonaises, il était propriétaire d'un shuinsen de 500 tonneaux.
Étant donné le faible nombre de navires venant d'Angleterre (4 en dix ans : le Clove en 1613, le Hosiander en 1615, le Thomas et l'Advice en 1616) et la faible valeur de leurs cargaisons (drap, couteaux, lunettes de vue, coton indien...), William Adams a joué un rôle clé dans la participation de la compagnie au système des Sceaux Rouges, en obtenant des certificats commerciaux de la part du Shogun. En tout sept voyages en jonque seront effectués à destination de l'Asie du Sud-Est, avec des résultats mitigés, dont quatre dirigés par William Adams en tant que capitaine. Adams possédait aussi le Gift of God (littéralement Don de Dieu), une jonque qu'il a utilisée pour une expédition en Cochinchine.

#### Expédition au Siam de 1614
Adams veut organiser une expédition commerciale vers le Siam pour accroître l'activité de la factorerie. Il achète et améliore pour le compte de celle-ci une jonque japonaise de 200 tonneaux qu'il renomme le Sea Adventure, recrute 120 marins et marchands japonais, auxquels viennent s'ajouter plusieurs commerçants chinois, un italien et un castillan et part en novembre 1614, en plein dans la saison des typhons. Deux autres marchands du comptoir anglais, Richard Wickham et Edmund Sayers, participent également au voyage.
La mission du navire est d'acheter de la soie, des marchandises chinoises, du bois sappan, des peaux, et transportait principalement de l'argent (1 250 £) et seulement pour 175 £ de marchandises (coton indien, armes japonaises et coffres laqués).
Le navire est endommagé par un typhon près des îles Ryū-Kyū, où il s'arrête pour effectuer les réparations du 27 décembre 1614 à mai 1615, avant de retourner au Japon en juin 1615 avant d'avoir pu faire du commerce, les troubles commis par les marins ayant poussé les autorités à ordonner l'expulsion de l'équipage.

#### Expédition au Siam de 1615
Adams quitte à nouveau Hirado en novembre 1615 à destination d'Ayutthaya au Siam sur le Sea Adventure remis en état, dans l'intention de s'approvisionner en bois sappan pour le revendre au Japon. Comme la fois précédente, la cargaison consiste principalement en argent (600 £), ainsi que des marchandises japonaises et indiennes non vendues lors de l'expédition précédente.
Il parvient cette fois à acheter de grandes quantités de biens de valeurs, et achète deux navires supplémentaires au Siam pour tout transporter. Adams ramène le Sea Adventure au Japon avec 143 tonnes de bois sappan et 3 700 peaux de cerf, revenant à Hirado en 47 jours (entre le 5 juin et le 22 juillet 1616). Sayers, sur une jonque chinoise louée, atteint Hirado en octobre 1616, avec 44 tonnes de bois. Le troisième bateau, une jonque japonaise, amène 4 560 peaux de cerfs à Nagasaki en juin 1617, après avoir manqué la mousson.
En tout, l'expédition d'Adams avait duré huit mois. Il revient au Japon moins d'une semaine après la mort d'Ieyasu Tokugawa, et accompagne Cocks et Eaton à la cour pour offrir des présents au nouveau shogun, Hidetada. Bien que la mort d'Ieyasu ait diminué l'influence politique d'Adams, Hidetada lui manifeste le plus grand respect. Il n'accepte qu'avec réticence de maintenir les privilèges commerciaux aux Anglais, mais donne un shuinjō (« permis avec un sceau vermillon ») qui l'autorise à continuer ses activités commerciales maritimes sous la protection du shogun. Son titre de hatamoto est également renouvelé.
À cette occasion Adams et Cocks rendent également visite à Shōgen Mukai, l'amiral de la flotte japonaise, qui vit près de la propriété d'Adams, pour étudier des plans d'invasion des Philippines catholiques.

#### Expédition en Cochinchine de 1617
En mars 1617, Adams fait voile vers la Cochinchine, après avoir racheté à Sayers la jonque que celui-ci avait achetée au Siam et l'ayant renommée Gift of God. Son intention était de retrouver les deux facteurs anglais qui avaient quitté Hirado deux ans auparavant pour explorer les opportunités commerciales (le premier voyage vers l'Asie du Sud-Est commandité par la factorerie anglaise d'Hirado). Il revient au Japon après avoir appris qu'ils avaient été tués et dépouillés de leur argent.
Le navire avait aussi vendu une petite cargaison de drap, de marchandises indiennes et de l'ivoire pour le montant modeste de 351 £.

#### Expédition en Cochinchine de 1618
Adams effectue en 1618 sa dernière expédition commerciale sous sceau vermillon vers la Cochinchine et le Tonkin (aujourd'hui le Viêt Nam), cette expédition étant également la dernière du comptoir d'Hirado à destination de l'Asie du Sud-Est. Le navire, une jonque chinoise affrétée, quitte Hirado le 11 mars 1618, mais le mauvais temps la force à s'arrêter à Ōshima, au nord des îles Ryū-Kyū. Le navire retourne à Hirado en mai.
Ces diverses expéditions ont aidé la factorerie à survivre pendant un certain temps (principalement grâce aux 200% de bénéfices que rapportait alors la vente de bois de sappan), mais elle finit par faire faillite en 1623.

### Mort

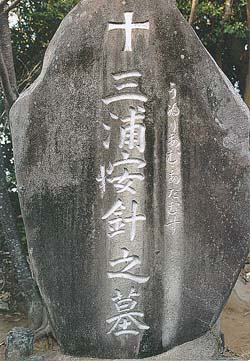
Tombe de Miura Anjin, Hirado, Préfecture de Nagasaki, Japon.

Adams meurt à Hirado, au nord de Nagasaki, le 16 mai 1620, à près de 56 ans. Son titre japonais se lit Anjin Sama (Maître pilote) et sa mémoire est gardée vivante par la rue nommée Anjin Cho (rue du Pilote) à Edo (aujourd'hui Tōkyō) et une célébration annuelle le 15 juin en son honneur.
Un village de son ancien fief, Anjinzuka (按針塚, « Colline funéraire du Pilote»), à l'intérieur de l'actuelle Yokosuka, porte son nom.
De plus, dans la ville d'Itō, à Shizuoka, se tient chaque année le 10 août le festival du Miura Anjin.
Aujourd'hui, Itō et Yokosuka sont toutes les deux jumelées avec Gillingham, la ville natale d'Adams.

## Descendance
À sa mort, William Adams laisse deux veuves, Mary, en Angleterre, et Oyuki, au Japon. Il laisse également quatre enfants : Deliverance, sa fille aînée née de Mary et à qui il lègue la majeure partie de son héritage en argent, Joseph et Susanna, les enfants d'Oyuki, ainsi qu'un enfant illégitime qu'il avait eu d'une servante à Hirado. De ce dernier enfant, il n'est fait nulle mention dans son testament.

## Rivalités religieuses
Adams était vu comme un rival par les ordres religieux portugais catholiques au Japon. Les prêtres catholiques insistaient sur le fait qu'il utilisait son influence sur Ieyasu pour les discréditer :
« Dans son caractère d'hérétique, il a constamment essayé de critiquer notre église aussi bien que ses ministres. » (Padre Valentin Carvalho).
Il a apparemment également prévenu Ieyasu contre les approches espagnoles, prétendant qu'ils essayaient toujours de faire des conversions au catholicisme en prélude à une invasion du pays.

## Jeux vidéo
- Dans Nioh, le joueur incarne William Adams et raconte son épopée japonaise dans un contexte de fantasy.